# Marosi Antal

## Szakmai munkák
1992-től a budapesti Juventus Rádió hírigazgatója (1995-ig), azt követően szerkesztő műsorvezető a Parkolópálya (1995-2000) és a 120 perc (2000-2004) című műsoroknál.
2004 októberétől 2006. november 30-ig a Magyar Rádió különleges helyzetekre szakosodott tudósítója.
1996-2000 között Göncz Árpád, magyar köztársasági elnök külföldi útjain a sajtókíséret tagja. (Tudósítások: Duna Televízió, Juventus Rádió)
1997-től napjainkig a fegyveres konfliktusokról tudósít, feldolgozva a gazdasági hátteret, társadalmi közeget és összefüggéseket (Koszovó, Macedónia, Izrael, Irak, Libanon)
2008-2009. Lánchíd Rádió, szerkesztő, műsorvezető.
2009-től a T Rádió főszerkesztője.
2010-től a Fővárosi Bíróság kommunikációs vezetője, szóvivő.

## Művei
- Így volt. Marosi Antal iraki útinaplója; Mercurius Agency, Bp., 2003
- A szabadság ára  Kadhafi-álom szertefoszlik; Zrínyi Média, Bp., 2011

## Tudósítások
- Magyar Televízió : Híradó és Este c. műsorainál
- Magyar Rádió : Krónika és Világóra c. műsorainál
- Duna Televízió : Híradó c. műsornál,
- Magyar ATV: Híradó c. műsornál,
- Juventus Rádióban, Mai Nap, Budapesti Nap, Színes Mai Lap, Képes újság c. lapoknál az

Europress sajtó és hírügynökségnél és az Euró Mix Magazinnál.

## Egyéb tevékenység
1999-2001 között tanított a Szegedi Tudományegyetem budapesti Média Intézetében